# غلعذان
غلعذان هي قرية في مقاطعة سلماس، إيران. يقدر عدد سكانها بـ 493 نسمة بحسب إحصاء 2016.